# Képvers

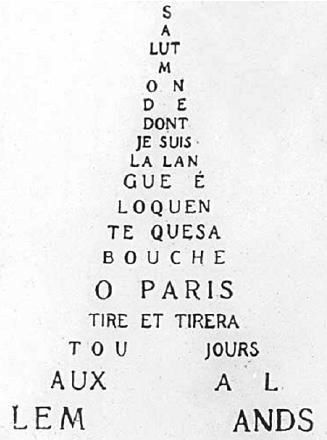
Guillaume Apollinaire Párizsról írott és az Eiffel-tornyot megjelenítő La tour Eiffel című képverse

A képvers vagy kalligram olyan vers, amely a betűk, szavak, szövegrészletek, verssorok és versszakok sajátos grafikai-tipográfiai elrendezésével egyszersmind képileg is megjeleníti – akár utalásszerűen is – a tartalmi mondanivalót, vagy éppen annak ellenkezőjét. Noha az ókor óta ismert költészeti műforma, irodalomtörténeti jelentőségre csupán a 20. században tett szert, Guillaume Apollinaire munkásságának köszönhetően.

## Története
A legelső képversek (a tekhnopaignionok, τεχνοπαίγνιον, ’művészi játékok’) az ókori görög, s még inkább a hellenisztikus hagyományban jelentek meg  mint egy összefüggő epikus vagy drámai alkotás verses betétei. Az i. e. 325 és i. sz. 200 közötti időszakból ma ismert hat darab tekhnopaignion oltárokat, illetve egy-egy tojást, szárnyat és fejszét formáz, s csupán kettő szerzője, Theokritosz és Dósziadasz ismert. A műfaj szórványosan a római irodalomban is tovább élt carmina figurata néven. Legjelesebb művelői Laevius és Publilius Optatianus Porfirius voltak, ez utóbbitól huszonöt, háromszög alakú képvers maradt fenn. A középkor korai évszázadaiban közkedvelt műforma volt, különösen a Meroving- és a Karoling-udvar asztrológiai irataiban találni sokat (Venantius Fortunatus, Flaccus Albinus Alcuinus, Rabanus Maurus Magnentius). Ekkor jelentek meg az első kereszt formájú képversek, és egyikük, a Venantius Fortunatus írta, általános bölcsességet tartalmazó darab Thomaskreuz címen a német nyelvterületen a 17. században ismét felbukkant.
A millenniumot követő időszakban a carmina figuraták jelentősége elenyészett, csupán elszigetelt példaként bukkan fel egy-egy képvers a késő középkor, kora újkor évszázadaiból, így például Pierre Abélard Frontis című carminája a 12. század elejéről, Nicolò de’ Rossi 14. századi képversei stb.). Ugyanebben az időszakban, a 12. században jelent meg a képvers a héber költészetben is (Ábrahám ibn Ezra, Ábrahám ben Smuél Abulafia).
A reneszánsz irodalomban, a 15–16. században ismét megjelentek a témától függően szív-, láng-, fegyver-, kard-, kereszt-, madár-, virág- stb. formát ábrázoló képversek, melyek legnevesebb darabja François Rabelais 1537-ben írott Pantagrueljének 44. fejezetében egy borospalackot formázó, Bacchushoz írott költemény. A főként francia és olasz földön ismét népszerűvé váló carminákat ebben a korban már kifejezetten alkalmi lírai költeményekként írták a műfaj jelentős képviselői: Jean Salmon Macrin, Mellin de Saint-Gelais, Jean-Antoine de Baïf, illetve Lancino Curzio, Giovanni Pierio Valeriano Bolzano, Bonifacio Baldissare, Fortunio Liceti, Francesco Passerini. A 16. század végére Angliát is meghódították a képversek (Richard Willis, Thomas Watson), amelyek visszatérni látszottak az antikvitás korához, tekintve hogy a versek által kirajzolt formák leegyszerűsödtek (pl. ismét megjelent az oltárforma). Ugyanebben az időszakban születtek az első német képversek, s a műfaj itt lett a legtermékenyebb, egyszersmind a leghosszabb életű. A németországi jezsuiták támogatták a képversben megírt halottbúcsúztatók írását, amelyek aztán a 17–18. századi barokk kori vágánsköltészet alkalmi verseiben is továbbéltek. A német képversek jelentősebb alkotói Laurentius Albertus, Johann Helwig, Georg Philipp Harsdörffer, Johann Klaj voltak. A 18–19. századra a műfaj népszerűsége német földön is lehanyatlott, s mérvadó irodalmi körök a műfajt mint silány, az igazi művészethez méltatlan versezetet bélyegezték meg.
Az első világháború előestéje több szempontból fordulópontot jelentett az európai avantgárd művészet történetében, művészek és irodalmárok kerestek újszerű utakat és formákat, hogy kifejezhessék mondandójukat egy számukra elidegenedett világban. 1914 folyamán kísérletezgetései közben Guillaume Apollinaire újra felfedezte a képvers műfaját, és június 15-én, a Les Soirées de Paris lapjain publikálta első kalligramját Lettre-Océan címmel. Apollinaire elgondolása az volt, hogy az óceánpartról írt vers vizuálisan is megjelenítse a tartalmat, azaz egy olyan képeslap legyen, amelyen nem csak az üdvözlet olvasható („Bonjour mon frère Albert à Mexico…”), hanem egyszersmind a képeslap túloldalára nyomtatott látvány is az olvasó elé táruljon. Maga a vers egyben kép is: verssorok jelenítik meg a tenger nyugodt hullámait, a szikrázó napot s a képeslapra ragasztott postabélyeget is. Apollinaire vizuális költészetnek nevezte művészete ilyetén megnyilvánulását, de ő alkotta magát a calligramme szót is a calligraphie (’szépírás’) és a télégramme (’távirat’) szavak ötvözésével. A későbbi években megírt képversei összegyűjtve a Calligrammes (magyarul Kalligrammák) című kötetben jelentek meg 1918 végén, röviddel halála után. Kötetével Apollinaire az irodalmi szimbolizmus és futurizmus egyik meghatározó alakja lett. Kortársai és művésztársai mellett (Christian Morgenstern, Carlo Carrà) példáján a 20. századi irodalom neoavantgárd áramlatainak több alakja is foglalkozott képversek írásával, az 1950-es évektől az ún. konkrét költészet mezsgyéjén belül (az olasz Filippo Tommaso Marinetti, az amerikai Ezra Pound, Harold Hart Crane, a walesi Dylan Thomas, a skót Ian Hamilton Finlay és mások).

### Képversek a magyar irodalomban
Magyarországon az első képverset, egy Y alakú epigrammát még Janus Pannonius írta latin nyelven a 15. században De litera Pythagorae címen, a 19. századig azonban csak elszórt példákat ismerünk magyar művekre. Az európai irodalmi áramlatoknak megfelelően az újkor századaiban a magyar irodalom nagyjai is lenézték a képversek alkotóit, így például ismert Petőfinek egy lapszerkesztőhöz írott 1847-es levele, amelyben Bulyovszky Gyula kalligramját becsmérli. A 20. század magyar avantgárd irodalmából Kassák Lajos, Barta Sándor képversei, illetve Tamkó Sirató Károly konkrét költészeti alkotásai ismertek, a 20. század második felében pedig Nagy László, Tandori Dezső, Petőcz András, Nagy Pál, Papp Tibor, Bujdosó Alpár, Zalán Tibor, Géczi János, Koppány Márton, Lipcsey Emőke hozott létre ilyen típusú műveket. A magyar képversek 20. század végi változatának a legnagyobb összefoglalója a Médium-Art antológia, amely 50 hazai művész alkotásait tartalmazza.

## További információk

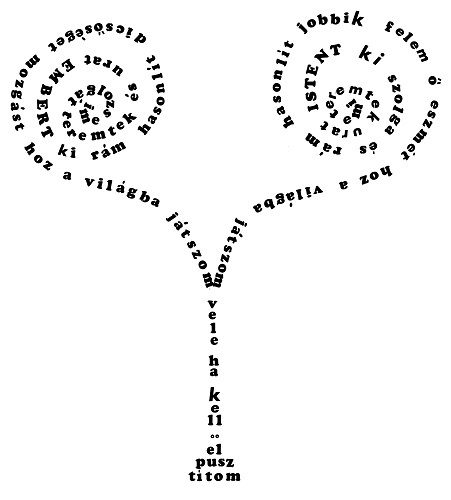

## Kapcsolódó szócikk
- Romániai magyar képversek